# Vulcania
Vulcania é um Centro de cultura científica, técnica e industrial sobre vulcanismo. Também é chamado Centro europeu do vulcanismo.           
O centro situa-se em França, em Saint-Ours-les-Roches, no Puy-de-Dôme, a 15 km de Clermont-Ferrand.
Foi aberto a 22 de Fevereiro de 2002 e recebe milhares de turistas por ano. As actividades são diversas, e o vulcanismo é representado na perfeição para uma boa compreensão do seu funcionamento.

## Página Web
- Vulcania